# Pinjalo
Genre
Pinjalo est un genre de poissons de la famille des Lutjanidae.

## Liste des espèces
- Pinjalo lewisi Randall, Allen et Anderson, 1987
- Pinjalo microphthalmus Lee, 1987
- Pinjalo pinjalo (Bleeker, 1850)